# Coro degli Angeli
Il Coro degli Angeli è stata una formazione musicale sarda, per la precisione di Sassari e Porto Torres, attiva dalla fine degli anni settanta ai primi anni 2000.
Il gruppo nasce nel 1978 come "Sole Nero", che cambia il nome in "Coro degli Angeli" (nome voluto da Mogol) nel 1982.
Il nucleo principale della band è formato da Andrea Poddighe (voce), Antonio Poddighe (voce), Andrea Parodi (voce), Gigi Camedda (voce e tastiere), Giampaolo Conchedda (batteria), Gino Marielli (voce, chitarra), Pietro Fara (pianoforte,  tastiere), e Nando Esposito (basso).
Nel 1979 il gruppo vince il concorso nazionale (indetto dall'etichetta discografica RCA Italiana) "Cento Città" col nome "Sole Nero" e subito dopo avviene l'incontro con Gianni Morandi, che vuole il gruppo sardo al suo fianco dal 1979 sino al 1983 nelle sue tournée in Italia e fuori da essa, inclusi paesi dell'Asia, oltre a Stati Uniti d'America, Canada, Russia, Ucraina, Lettonia, Uzbekistan e Svizzera, suonando tra l'altro nel 1981 al Madison Square Garden di New York, a Boston, a Philadelphia e al Maple Leaf Gardens di Toronto, poi nel 1983 a Kiev, Mosca, Rostov, Riga e Tashkent.
Il Coro degli Angeli è stato considerato dalla critica nazionale il miglior gruppo vocale d'Europa (Articolo di Giancarlo Granziero, Gianni l'eterno in Il Gazzettino, 20 luglio 1983, pp. 21).
Ad Anzano del Parco  presso lo studio Il Mulino, sotto la direzione di Mogol e prodotto da Gianni Morandi, viene inciso nel 1982, il primo album che si intitola Canzoni di Mogol Battisti, con arrangiamenti di Celso Valli e mixato agli Stone Castle Studios del castello di Carimate. Il disco contiene tra le più belle canzoni dei due grandi artisti arrangiate con intrecci vocali formidabili, tanto da far scomodare Battisti in persona, il quale manda loro un telegramma di complimenti, e riscuote un discreto successo a livello nazionale.
Nel 1982 presso il Teatro Petruzzelli di Bari in diretta su RAI 2 e su Radio Rai,  partecipano ad Azzurro 1982, vincendo la manifestazione nella squadra di Morandi e 
partecipando poi su Rai 1 a tutte le 11 puntate della trasmissione "Tutti insieme".

## Prima scissione del gruppo
A fine 1983, i fratelli Poddighe vanno via dalla band e, riutilizzando il vecchio nome Sole Nero, si uniscono al gruppo dei sassaresi Solimar, che da quel momento cambiano nome appunto in Sole Nero (questi avvicendamenti all'inizio portarono una leggera confusione tra gli impresari musicali e i fans su chi fosse realmente il gruppo che avesse suonato con Gianni Morandi). 
Per quattro anni, fino al 1987, Andrea Parodi resta l'unico cantante solista del Coro degli Angeli, che nel 1984 incide un disco in sardo dal titolo Misterios, e nel 1985 registra a Milano, sotto la produzione di Mogol, i brani Johnny e Breack down, oltre all'album Shangay sempre cantato in lingua inglese da Andrea Parodi, con i testi di Jennifer Martin.

## Seconda scissione
A fine estate 1987, malumori interni fanno sì che Andrea Parodi debba lasciare il gruppo. Una telefonata di Mogol, che vorrebbe un trio di coristi da far da sottofondo musicale nei ristoranti per la nazionale cantanti, dà il pretesto per la nascita dei Tazenda, giacché Andrea Parodi, Gino Marielli e Gigi Camedda accettano la proposta e pongono le basi per la loro nuova avventura.
Intanto, Fara, Esposito e Giampaolo Conchedda registrano alla Tekno Record sei brani di Pietro Fara, e nel 1989, con il rientro dei fratelli Poddighe nel Coro degli Angeli, il gruppo incide un nuovo album dal titolo Sempre Battisti, riarrangiando altre 9 canzoni del grande autore. Nel 1990 la band entra nuovamente in sala d'incisione per un nuovo disco, questa volta di brani inediti, dal titolo Ma dove sei America con testi di Antonio Strinna.

## Terza scissione e scioglimento definitivo
Nell'ottobre del 1991, il nucleo storico della band decide di comune accordo di abbandonare: Pietro Fara e Nando Esposito andranno a suonare a Londra,  Giampaolo Conchedda sarà batterista con Piero Marras e i fratelli Antonio e Andrea Poddighe continueranno da soli.
Undici anni dopo, nel 2003, con il fratello Antonio e con Esposito, Andrea Poddighe decide di rimettere in piedi il Coro degli Angeli, incidendo nel 2004 un singolo dal titolo Io no!, brano nel quale canta anche Gianni Morandi. 
Nel 2006 il gruppo si scioglie definitivamente.

## Formazione storica
- Andrea Poddighe - voce (1978 - 1983, 1989-1991, 2003-2006).
- Antonio Poddighe - voce (1978 - 1983, 1989-1991, 2003- 2006).
- Andrea Parodi - voce (1978 - 1987).
- Giampaolo Conchedda - batteria (1980 - 1991).
- Gino Marielli - voce, (chitarra (1978 - 1987).
- Gigi Camedda - voce, (tastiere (1978 - 1987).
- Pietro Fara - pianoforte (1978 -1991).
- Nando Esposito - basso (1981 - 1991, 2003 -2006).

Musicisti che hanno collaborato con Il Coro degli Angeli:
- Alessandro Cubeddu - chitarra, - 1989.
- Gianluca Gadau - chitarra, 1990-1991.
- Maria Margherita Vargiu aka Sceldra cori, 1989-1991.
- Lisa Angiolini - cori, 1991.
- Marina Poddighe - cori, 1991, 2003-2006.
- Fabio D'Onofrio - tastiere, pianoforte 2005-2006.
- Andrea Pinna - chitarra, 2004-2006.

## Discografia
- 1982 - Canzoni di Mogol Battisti.
- 1984 - Misterios.
- 1986 - Shangay (Cantato in inglese) - inedito.
- 1989 - Sempre Battisti.
- 1991 - Ma dove sei America.
- 1997 - Coro degli Angeli Live Concert 1984/1991.
- 2004 - Io no! (singolo).